# كلورس رملي
كلورس رملي (الاسم العلمي:Chloris arenaria) هو نوع من النباتات يتبع جنس الكلورس من الفصيلة النجيلية.